# TEPPEN (NEWS單曲)
《TEPPEN》（天邊）是日本男性偶像組合NEWS第4張單曲。

## 概要
- 初回生産限定盤及通常盤的封面、內頁及收錄歌曲是不同。
- 此單曲是NEWS連續第4張啤單曲取得Oricon週間的第一位，也平了前輩男闘呼組在1989年時的所創下之記錄。
- 此作品發售不久，成員內博貴發生未成年飲酒事件。

## 收錄歌曲

### 初回生産限定盤
1. TEPPEN
  - 作詞・作曲: 日比野裕史、編曲: ha-j, 吉岡たく
  - 在專輯「pacific」中重新收錄成6人版本。
2. 有多少夢就有多少愛
  - 作詞: zopp、作曲: Larry Forsberg, Sven-lnge Sjoberg, Lennart Wastesson
3. NANDE×2 DAME
  - 作詞・作曲: Shusui, Rui, Stefan Aberg、編曲: 中西亮輔、Rap: Lowarth
4. TEPPEN(伴唱版本)

### 通常盤
1. TEPPEN
2. 有多少夢就有多少愛
3. NANDE×2 DAME
4. Fiesta
  - 作詞・作曲: 井手コウジ、編曲: 鈴木雅也